# Cybister desjardinsii
Cybister desjardinsii är en skalbaggsart som beskrevs av Aubé 1838. Cybister desjardinsii ingår i släktet Cybister och familjen dykare. Inga underarter finns listade i Catalogue of Life.